# Hypsicera harrelli
Hypsicera harrelli là một loài tò vò trong họ Ichneumonidae.